# Profibus

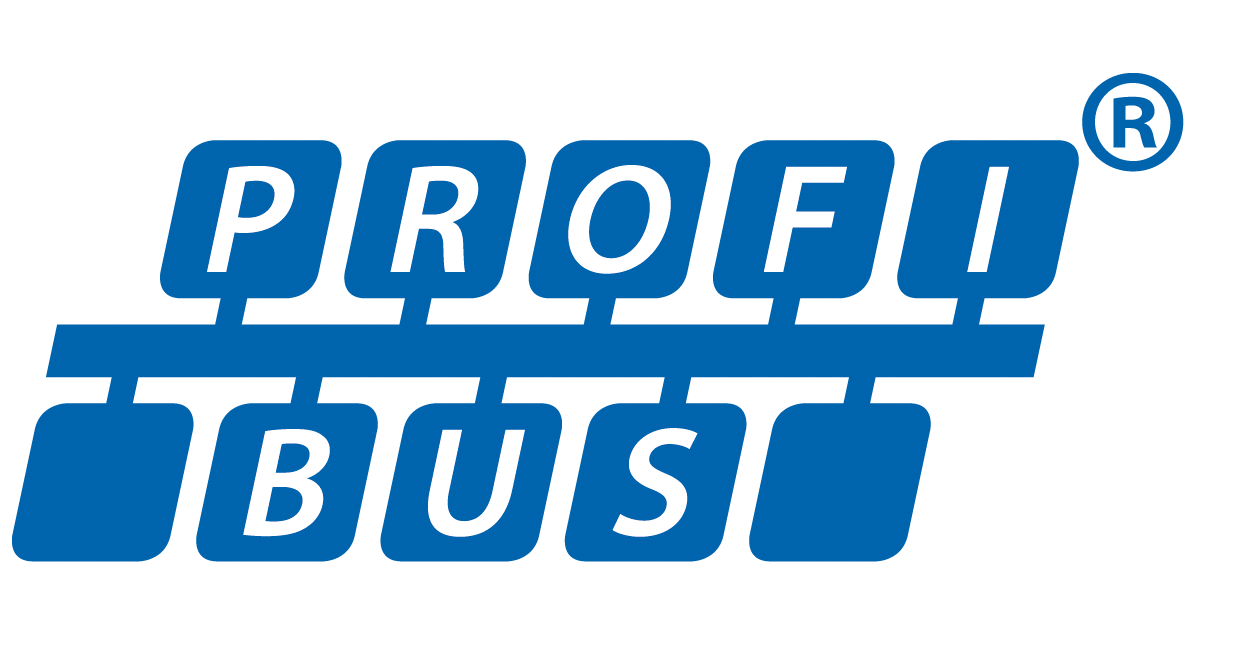
Logo Profibus

Profibus – standard sieci przemysłowej czasu rzeczywistego. W sieci może być do 127 sterowników. Rozległość sieci zależy od zastosowanego medium transmisji.
Profibus może pracować z następującymi prędkościami transmisji:
- 9600 bit/s
- 19200 bit/s
- 93,75 kbit/s
- 187,5 kbit/s
- 500 kbit/s
- 1500 kbit/s
- 12000 kbit/s

ProfiBus jest siecią deterministyczną. Komunikacja odbywa się na zasadzie master/slave lub master/master.
W standardzie Profibus FMS są dostępne usługi warstwy 2 i 7 modelu ISO/OSI. Warstwa 2 zapewnia komunikację na poziomie telegramów z potwierdzeniem i bez potwierdzenia typu Broadcast. Poziom 7 zapewnia komunikację na poziomie zmiennych. Sterownik udostępnia szereg zmiennych, stringów, tablic, rekordów podając ich nazwę. Inne sterowniki mogą czytać lub pisać te zmienne w zależności od ustawionych praw. Możliwa jest również kontrola programów na sterowaniu (sterowanie, zatrzymanie, restart itp.). Istnieje ponadto Profibus DP. Jest to transmisja służąca do bardzo szybkiej obsługi zdecentralizowanych urządzeń we/wy. Sterownik przez cały czas odpytuje lokalne sterowniki we/wy.
Inne sieci przemysłowe:
- Foundation Fieldbus
- CC-Link
- Modbus
- DeviceNet
- AS-I
- ARCnet